# Bátor
Cet article possède un paronyme, voir Oulan-Bator.
Bátor est un village et une commune du comitat de Heves en Hongrie.